# 정훈 (가수)
정훈(본명: 이정훈, 2000년 6월 4일~)는 대한민국의 남자 원팀 그룹 멤버이자 아이돌 가수이다.

## 학력
- 마산고등학교 (졸업)
- 글로벌사이버대학교 방송연예학과 (재학)